# Митькино (Дмитровський міський округ)
Ми́тькино (рос. Митькино) — присілок у складі Дмитровського міського округу Московської області, Росія.

## Населення
Населення — 516 осіб (2010; 466 у 2002).
Національний склад (станом на 2002 рік):
- росіяни — 96 %